# Trioxys moshei
Trioxys moshei är en stekelart som beskrevs av Mescheloff och Rosen 1993. Trioxys moshei ingår i släktet Trioxys och familjen bracksteklar. Inga underarter finns listade i Catalogue of Life.